# Wyspy Admiralicji

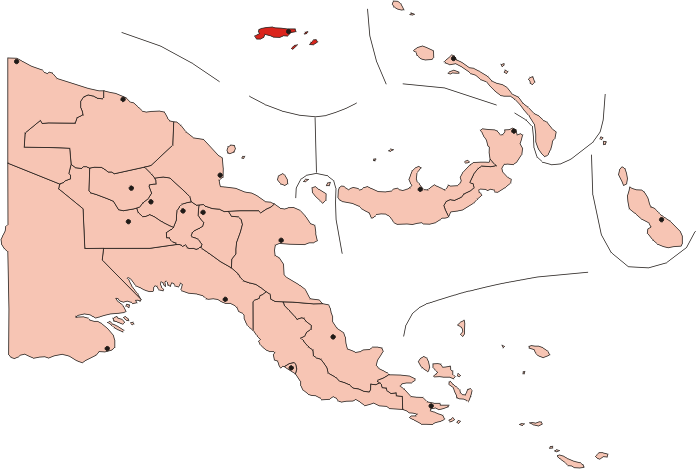
Wyspy Admiralicji na mapie Papui-Nowej Gwinei

Wyspy Admiralicji (Wyspy Manus, ang. Admiralty Islands, Manus Islands) – grupa około 40 wysp (w tym 18 większych) położona w zachodniej części Archipelagu Bismarcka. Wyspy, należące do Papui-Nowej Gwinei, tworzą odrębną prowincję Manus. Wyspy zajmują powierzchnię 2170 km². Zamieszkuje je około 58 tys. osób (2011). Główne miasto archipelagu to Lorengau – 5829 mieszkańców (VII 2000).
Na Wyspach Admiralicji uprawia się palmę kokosową, sagownicę, kolokazję oraz drzewo chlebowe. Ludność wysp zajmuje się rybołówstwem.
Główne wyspy archipelagu to: Manus (Mount Dremsel 720 m n.p.m.), Los Negros, Tong Island, Pak Island, Rambutyo Island, Lau Island, St Andrews Islands, Baluan Island i Ndrova Island. 
Wyspy Admiralicji zostały odkryte przez holenderskich podróżników Willema Shoutena i Jacoba Le Maire w 1616 , a nazwę nadał im angielski podróżnik Philip Carteret w 1767. W 1884 wyspy znalazły się pod protektoratem niemieckim. W latach 1920–1975 znalazły się pod administracją australijską. W czasie II wojny światowej znajdowały się pod okupacją japońską. W okresie od 29 lutego do 18 maja 1944 toczyły się o nie zacięte walki.